# Волошин, Михаил Григорьевич
Михаил Григорьевич Волошин (укр. Михайло Григорович Волошин; род. 31 мая 1959) — советский и украинский комик, актёр, участник комик-труппы «Маски».

## Биография
Окончил Одесский технологический институт холодильной промышленности. Высшее образование по первой специальности «Системы кондиционирования воздуха». Заниматься клоунадой и пантомимой начал относительно поздно, в возрасте 22 лет, в самодеятельной студии Вадима Поплавского. Посмотрев работы ленинградского театра клоунады «Лицедеи», увлёкся образами из пантомимы Асисяй мимов Вячеслава Полунина и Леонида Лейкина. С начала актёрской деятельности практиковал эксперимент и импровизацию, парадоксальное прочтение материала, синтез пантомимы со словом. Работает в амплуа рыжего клоуна. Выступает в комик-труппе «Маски» с 1985 года. Работает в жанре малых форм, автор коротких сценариев и рассказов, стихов и текстов песен. Автор юмористических слоганов «Готов к труду и Оболони!», «Меньше морщин — больше мужчин» и других.
В настоящее время занят в одесском театре «Дом клоунов». Играет в спектаклях на классические сюжеты в обработке Б. Барского. В «Дон Жуане» занят как Лепорелло, в «Ромео и Джульетте» как Капулетти.
Помимо непосредственно комик-группы «Маски», он также является основателем нескольких коммерческих предприятий в Одессе.

## Семья
Жена — Евгения, украинская танцовщица, руководитель хореографической группы Феникс, заслуженный работник культуры Украины. Из-за перенесённого в детстве заболевания потеряла слух и не заговорила. Супруги познакомились в студии Вадима Поплавского. В семье две дочери.

## Увлечения
Коллекционирует кинофильмы и музыку различных стилей (джаз, босса нова, диско, арт-рок, фьюжн, трип-хоп, эйсид джаз).

## Творчество
В сериале «Маски-шоу» сыграл создал образы узбека, украинца, японца, еврея, индейца, капитана, депутата, проводника, директора парка, фашиста, чёрта, партизана, шахтёра и старушки. За большой репертуар образов коллеги называли его «мастером на все рожи».

### Фильмография

#### Актёр
- 1991 — Семь дней с русской красавицей — Микио Асима
- 1992—2006 — «Маски-шоу»
- 2001 — Второстепенные люди — Картежник № 4
- 2001 — Дружная семейка — Японский бизнесмен (10 серия)
- 2004 — Настройщик
- 2007 — Два в одном
- 2009 — Как казаки… — Разбойник
- 2010 — Люблю 9 марта! — муж Иры
- 2013 — Я - Ангина!
- 2018 — Донбасс  — Мужчина в кепке